# Гокул
Гокул(а) (गोकुल, Gokula IAST) — місто в окрузі Матхура індійського штату Уттар-Прадеш. Розташований в 15 кілометрах на південний схід від міста Матхура. Починаючи з XVI століттяа прославився як місце паломництва завдяки вайшнавським ачарьев Валлабх, і з тих пір є важливим релігійним центром для послідовників традицій крішнаїтського бгакті.

## Крішна в Гокулі
В пуранічних писаннях індуїзму описується, що Гокул — це місце де виріс Крішна під наглядом своїх прийомних батьків Нанди і Яшоди. Через те, що демонічний цар Камса вбивав всіх новонароджених немовлят майбутньої матері Крішни Девакі, Нанда обміняв свою новонароджену дочку з щойно з'явився на світ сином Васудеви і Девакі Крішною, який був потайки перенесений подалі від небезпеки з Матхури в Гокул. Під час свого перебування в Гокулі Крішна проводив час розважаючись і пустуючи, а також вбиваючи різних демонів, час від часу посилаються Камс з метою вбити Крішну. Крішна був пустотливим дитиною і дуже багато пустував, його часто ловили на тому, що він крав масло і йогурту пастухів Гокул.

### Путана
Одного разу, коли Крішна був ще немовлям, у Гокул прийшла демониця Путана, послана Камс. Вона прийняла образ красивої жінки і прийшла в будинок Нанди і Яшоди з метою нагодувати немовля Крішну своїм молоком, попередньо намастивши соски смертельною отрутою. Крішна, однак, почавши смоктати груди, що не відірвався від неї поки не висмоктав з Путани разом з молоком її життя.

### Змій Калію
Поруч із селом протікала річка Ямуна, у якій ось уже довгий час жив п'ятиглавий змій на ім'я Калію. Калію отруїв своєю отрутою води Ямуни, від чого все живе в річці загинуло і вся прибережна рослинність висохла. Крішна воював зі змієм і вигнав його. У мистецтві Крішну часто зображують танцюючим на головах змія Калію і одночасно граючим на своїй флейті.

### Холм Говардхана
Одного разу, коли величезної сили ураган і злива обрушилися на Гокул, загрожуючи життю її мешканців, маленький Крішна підняв пагорб Говардхан у мізинцем своєї лівої руки, так, що всі люди і тварини змогли ховатися під його покровом протягом семи днів.

### Крішна і Радха
Під час свого перебування в Гокулі Крішна всіляко розважався. Він грав на своїй флейті, залучаючи сільських дівчаток- пастушок гопи. Саме в Гокулі Крішна вперше зустрівся зі своєю коханою Радгою.
У місці під назвою " Рамана — рети " індуси зазвичай катаються в пилу, сподіваючись таким чином отримати благословення Крішни.

## Демографія
Згідно всєїндійськой перепису 2001 року, у Гокулі проживав 4041 чоловік, з яких чоловіки становили 55% , жінки — 45%. Рівень грамотності дорослого населення становив 60%, що трохи вище середньоіндійського рівня (59,5%). Серед чоловіків, рівень грамотності дорівнював 68%, серед жінок — 49%. 18% населення складали діти до 6 років.